# João, o Diácono (século V)
João, o Diácono (fl. 500) foi um diácono na Igreja de Roma durante o pontificado do papa Símaco (r. 498-514). Conhecido apenas por uma epístola que ele escreveu a Senário, um homem ilustre que havia pedido-lhe explicações sobre alguns aspectos das práticas iniciatórias cristãs. A resposta de João provê uma "descrição bem completa" do catecumenato e dos ritos de iniciação em Roma no início do século VI. João cita exorcismos pré-batismais, o uso ritual de sal, unção das orelhas, narinas e peito dos candidatos, o uso de leite e mel para a primeira comunhão, nudez ritual e imersão em água, uma roupa branca especial para os recém-batizados e a necessidade de batizar as crianças ("A salvação delas deve vir pela profissão de outros, pois a danação delas veio também pela falta de outros").